# 해밍 거리
블록 부호 이론에서, 해밍 거리(Hamming距離, 영어: Hamming distance)는 곱집합 위에 정의되는 거리 함수이다. 대략, 같은 길이의 두 문자열에서, 같은 위치에서 서로 다른 기호들이 몇 개인지를 센다.

## 정의
다음이 주어졌다고 하자.
- 집합 {\displaystyle S}
- 자연수 {\displaystyle n}

그렇다면, 곱집합 {\displaystyle S^{n}} 위에 다음과 같은 거리 함수를 줄 수 있다.
{\displaystyle \operatorname {d_{H}} (s,t)=|\{i\in \{0,1,\dotsc ,n-1\}\colon s_{i}\neq t_{i}\}|\in \{0,1,\dotsc ,n\}}
이 거리 함수를 {\displaystyle S^{n}} 위의 해밍 거리라고 한다.
만약 {\displaystyle (S,+,0)}가 아벨 군(예를 들어, 유한체)이라고 할 때, {\displaystyle s\in S^{n}}의 해밍 무게(영어: Hamming weight)는 영벡터와의 해밍 거리이다.
{\displaystyle \operatorname {d_{H}} ({\vec {0}},s)=|\{i\in \{0,1,\dotsc ,n-1\}\colon s_{i}\neq 0\}|\in \{0,1,\dotsc ,n\}}

## 예
- '1011101'과 '1001001'사이의 해밍 거리는 2이다. (1011101, 1001001)
- '2143896'과 '2233796'사이의 해밍 거리는 3이다. (2143896, 2233796)
- "toned"와 "roses"사이의 해밍 거리는 3이다. (toned, roses)

## 역사
리처드 해밍이 1950년에 해밍 부호와 함께 도입하였다.

## 같이 보기
- 그레이 부호
- 유클리드 거리